# جونگو موریتا
جونگو موریتا (انگلیسی: Jungo Morita؛ زادهٔ ۹ اوت ۱۹۴۷) بازیکن بازنشسته والیبال اهل ژاپن است. او در المپیک‌های ۱۹۶۸ و ۱۹۷۲ عضو تیم ملی ژاپن بود و به در سال ۶۸ به مدال نقره و در ۷۲ به مدال طلا دست یافت.